# Juncus cephalotes
Juncus cephalotes är en tågväxtart som beskrevs av Carl Peter Thunberg. Juncus cephalotes ingår i släktet tåg, och familjen tågväxter. Inga underarter finns listade i Catalogue of Life.